# Bogdan Witaljewitsch Potechin
Bogdan Witaljewitsch Potechin (russisch Богдан Витальевич Потехин; * 10. Juli 1992 in Magnitogorsk) ist ein russischer Eishockeyspieler, der seit September 2019 erneut beim HK Metallurg Magnitogorsk in der Kontinentalen Hockey-Liga unter Vertrag steht.

## Karriere
Bogdan Potechin begann seine Karriere als Eishockeyspieler in der Nachwuchsabteilung des HK Metallurg Magnitogorsk, für dessen Juniorenmannschaft Stalnje Lissy Magnitogorsk er in der Saison 2009/10 in der neu gegründeten Juniorenliga MHL spielte und mit dem er die MHL-Meisterschaft gewann. In der Saison 2010/11 gab der Angreifer für die Profimannschaft Metallurgs sein Debüt in der Kontinentalen Hockey-Liga.
Am Ende der Saison 2013/2014 gewann er mit Metallurg die Meisterschaftstrophäe der KHL, den Gagarin-Pokal.
Zwischen Juli 2017 und November stand Potechin bei Amur Chabarowsk, anschließend wechselte er zum HK Witjas. Zur Saison 2019/20 wurde er von Kunlun Red Star verpflichtet und zunächst bei KRS-BSU Peking in der Wysschaja Hockey-Liga eingesetzt. Ende September 2019 kehrte er zu Metallurg Magnitogorsk zurück.

## Erfolge und Auszeichnungen
- 2010 Charlamow-Pokal-Gewinn mit Stalnje Lissy Magnitogorsk
- 2014 Gagarin-Pokal-Sieger und Russischer Meister mit dem HK Metallurg Magnitogorsk
- 2016 Gagarin-Pokal-Sieger und Russischer Meister mit dem HK Metallurg Magnitogorsk

## Statistik
(Stand: Ende der Saison 2018/19)